# Neo-classical metal
Neo-classical metal là một nhánh xuất phát từ Heavy Metal và chịu ảnh hưởng sâu sắc bởi nhạc cổ điển. Do đó cũng có thể coi neo-classical metal là thuộc trường phái nhạc bán cổ điển.

## Ban nhạc
- Adagio
- Angra
- Aquaria
- Dark Moor
- DragonForce
- Majestic
- Mastercastle
- Moi dix Mois
- Nexus
- Rhapsody
- Red Law
- Symphony X
- Time Requiem
- Ulver
- Virtuocity
- Vitalij Kuprij
- Warmen
- Winds
- X Japan

## Nhạc sĩ
- Borislav Mitic
- George Bellas
- The Great Kat
- Greg Howe
- Jason Becker
- Joe Stump
- Jonas Hansson
- Marcos De Ros
- Marty Friedman
- Michael Romeo
- Muhammed Suiçmez
- Paul Gilbert
- Randy Rhoads
- Timo Tolkki
- Tony MacAlpine
- Uli Jon Roth
- Victor Smolski
- Vinnie Moore
- Yngwie J. Malmsteen
- YOSHIKI
- HIZAKI